# Viva harmonika
VIVA HARMONIKA је међународно такмичење хармоникаша које се од 2017. године одржава у Алексинцу, у организацији Основне музичке школе „Владимир Ђорђевић”.
Основна идеја такмичења је промовисање хармонике као инструмента, јачања интересовања према хармоници али и према музици генерално код деце и промовисање младих извођача. О томе сведочи поздравна реч уметничког директора такмичења Миљана Бјелетића, редовног професора ФМУ у Нишу: 
| „ | У Алексинцу се окупља велики број младих хармоникаша, наставника и професора хармонике, као и велики број љубитеља овог инструмента који има дугогодишњу традицију на овим просторима. Југ Србије је познат као предео који је у својој прошлости изнедрио велики број свирача традиционалне музике на хармоници. Рекао бих да Међународно такмичење VIVA HARMONIKA представља добру прилику да уклонимо предрасуде које постоје о овом младом академском инструменту који све више заузима простора на домаћој и међународној музичкој сцени и који ће пружити свесрдан допринос у креирању стваралачког духа и бољег амбијента у Нишавском округу. | ” |

Категорије такмичења распоређене су по узрастима од ученика основних и средњих музичких школа до студената и афирмисаних извођача, слободних уметника. Такмичење је осмишљено тако да поред такмичарског има и ревијални део на коме се представљају најуспешнији уметници на хармоници и победници светских и домаћих такмичења хамоникаша.
Жири такмичења по правили чине најеминентнији педагози из света хармонике и то је, поред одличне организације и реализације, позиционирало такмичење у сами врх сличних домаћих и страних такмичења.
Такмичење се реализује у сарадњи са Алексиначком гимназијом, а под покровитељством Општине Алексинац. Оснивачи такмичења су мр Марко Јеленић, директор ОМШ „Владимир Ђорђевић” и председник Организационог одбора такмичења као и Александар Станковић, наставник хармонике и председник стручног већа за област предмета хармоника у ОМШ „Владимир Ђорђевић”, уједно и директор такмичења. 